# Мар, Билл (гребец)
Уильям Патрик «Билл» Мар (англ. William Patrick "Bill" Maher; род. 25 июня 1946, Детройт, Мичиган) — американский гребец, выступавший за сборную США по академической гребле во второй половине 1960-х годов. Бронзовый призёр летних Олимпийских игр в Мехико, победитель и призёр многих регат национального значения.

## Биография
Билл Мар родился 25 июня 1946 года в Детройте, Мичиган.
Занимался академической греблей во время учёбы в Северо-Восточном университете, состоял в местной гребной команде, неоднократно принимал участие в различных студенческих регатах. Проходил подготовку в лодочном клубе Детройта. Окончив университет в 1968 году, пошёл служить в Армию США. Позже представлял лодочный клуб «Веспер» в Филадельфии.
Впервые заявил о себе в гребле в 1965 году, выиграв в парных одиночках чемпионат Национальной ассоциации гребцов-любителей (NAAO), в частности обошёл на финише своего главного соперника Дональда Сперо. Попав в основной состав американской национальной сборной, выступил на чемпионате Европы в Дуйсбурге, где занял итоговое одиннадцатое место.
В 1966 году показал шестой результат в зачёте распашных рулевых четвёрок на чемпионате мира в Бледе.
В 1967 году вновь стал чемпионом США в одиночках, занял шестое место на европейском первенстве в Виши.
Благодаря череде удачных выступлений удостоился права защищать честь страны на летних Олимпийских играх 1968 года в Мехико. Вместе с напарником Джоном Нанном в программе парных двоек пришёл к финишу третьим позади экипажей из Советского Союза и Нидерландов — тем самым завоевал бронзовую олимпийскую медаль.
В 1969 году в третий раз одержал победу в одиночках в зачёте американского национального первенства, в той же дисциплине стал девятым на чемпионате Европы в Клагенфурте. Вскоре по окончании этих соревнований принял решение завершить спортивную карьеру.